# Rhorus exstirpatorius
Rhorus exstirpatorius är en stekelart som först beskrevs av Johann Ludwig Christian Gravenhorst 1829.  I den svenska databasen Dyntaxa används istället namnet Rhorus extirpatorius. Rhorus exstirpatorius ingår i släktet Rhorus och familjen brokparasitsteklar. Arten är reproducerande i Sverige. Inga underarter finns listade i Catalogue of Life.